# 愛染町
愛染町（あいぞめちょう）は、静岡市清水区の地名。丁番を持たない単独町名である。住居表示は未実施。

## 地理
東で袖師町、西で辻、北西で西久保に隣接する。
辻一丁目と袖師町に挟まれた、南北に細長い町域をもつ。町内は海運事業所の倉庫などが多い。

## 歴史

### 町名の由来
愛染川の右岸地域であることにちなんで付けられた。愛染川は、もとは江川といったが、藍で染めたように美しい色の川であったことより、いつしか改称されたという。

### 沿革
- 1924年（大正13年）
  - 1月13日 - 庵原郡にあった辻町が安倍郡入江町に編入し、同日に廃止。町字は「辻」となる。
  - 2月11日 - 入江町が清水町、不二見村、三保村が合併して清水市が発足。
- 1939年（昭和14年）7月1日 - 愛染町が辻より分割・新設。
- 2003年（平成15年）4月1日 - 清水市が静岡市と合併し、改めて静岡市が発足。愛染町は「清水愛染町」に改称。
- 2005年（平成17年）4月1日 - 静岡市が政令指定都市に移行し、旧町域は清水区となる。清水愛染町は「愛染町」に改称。

## 世帯数と人口
2021年（令和3年）9月30日現在の世帯数と人口は以下の通りである。
| 大字   | 世帯数 | 人口 |
| ------ | ------ | ---- |
| 愛染町 | 10世帯 | 10人 |

## 小・中学校の学区
市立小・中学校に通う場合、学区は以下の通りとなる。
| 番・番地等 | 小学校               | 中学校                 |
| ---------- | -------------------- | ---------------------- |
| 全域       | 静岡市立清水辻小学校 | 静岡市立清水第一中学校 |

## 交通

### 鉄道
- 町内に駅はないが、東海道本線が町の西端内外を通過する。最寄駅は真砂町にある清水駅。

### バス
- 町内にバス停はない。最寄駅はしずてつジャストライン の「辻」停留所か「清水郵便局」停留所。

## 施設
- 日新興業株式会社中部支店
- 鈴与カーゴサービス
- LIXILトータルサービス
- 昭和冷凍
- 静岡市上下水道局下水道部愛染ポンプ場
- 清水運送愛染町倉庫